# Javier Araújo
Javier Araújo (Agustín Codazzi, Cesar, Colombia; 26 de diciembre de 1984) es un exfutbolista y actual entrenador colombiano. Jugaba como mediocampista. Desde enero de 2018 ejerce como entrenador de las inferiores del Valledupar FC

## Trayectoria
Javier es un volante de gran proyección al ataque y con un potente disparo al arco. Se formó en las divisiones inferiores del Once Caldas de Manizales y debutó a los 17 años en el año 2002. Fue campeón de la liga colombiana en el 2003 y la Copa Libertadores 2004 con el club manizaleño.
A finales de 2011 se confirmó su llegada a Santa Fe, sin embargo no llegó para firmar el contrato y por ende fue descartado por el club 'Cardenal'. Posteriormente, el 4 de enero de 2012, se confirmó su regreso al Millonarios, equipo en el que ya había estado antes, pero al no llegar a firmar el contrato es descartado para esta institución; adicionalmete se confirma su llegada al Juan Aurich de la Categoría Primera A del fútbol peruano.Luego de esto a Comienzos de 2013 se incorpora en plena pretemporada al Cúcuta Deportivo de Colombia en donde después de un año de haber militado para el equipo peruano regresa a su país a reforzar al cuadro rojinegro de la Categoría Primera A del Fútbol Colombiano más conocido Liga Postobón por temas de patrocinio.

## Selección nacional
Con la Selección Colombia hizo parte del equipo que logró el tercer lugar en la Copa Mundial de Fútbol Juvenil de 2003 disputada en los Emiratos Árabes Unidos, jugando además en el Sudamericano Sub-20 de 2003. Luego en el año 2007 hizo su debut en la selección de mayores en juegos amistosos internacionales bajo la dirección técnica de Jorge Luis Pinto.

### Participaciones en Copas del Mundo
| Mundial                     | Sede                   | Resultado    | Partidos | Goles |
| --------------------------- | ---------------------- | ------------ | -------- | ----- |
| Copa Mundial Sub-20 de 2003 | Emiratos Árabes Unidos | Tercer lugar | 2        | 0     |

## Clubes
| Club             | País     | Año                 | Partidos | Goles |
| ---------------- | -------- | ------------------- | -------- | ----- |
| Once Caldas      | Colombia | 2001-2005 2006-2007 | 110      | 5     |
| Deportivo Pasto  | Colombia | 2005                | 11       | 1     |
| Boyacá Chicó     | Colombia | 2007                | 21       | 2     |
| Millonarios      | Colombia | 2008-2009           | 30       | 1     |
| Atlético Huila   | Colombia | 2010                | 26       | 2     |
| La Equidad       | Colombia | 2011                | 41       | 7     |
| Juan Aurich      | Perú     | 2012                | 9        | 1     |
| Cúcuta Deportivo | Colombia | 2013                | 30       | 2     |
| Uniautónoma      | Colombia | 2014                | 6        | 0     |
| Valledupar F. C. | Colombia | 2015-2017           | 13       | 0     |

## Palmarés

### Campeonatos nacionales
| Título          | Club        | País     | Año  |
| --------------- | ----------- | -------- | ---- |
| Torneo Apertura | Once Caldas | Colombia | 2003 |

### Campeonatos internacionales
| Título                       | Club        | País     | Año  |
| ---------------------------- | ----------- | -------- | ---- |
| Copa Libertadores de América | Once Caldas | Colombia | 2004 |